# 또한번 엔딩
《또한번 엔딩》은 2020년 2월 8일부터 2020년 3월 15일까지 총 12부작으로 방영된 웹드라마이다. 유튜브, 시리즈온, 페이스북, 인스타그램에서 방영되며, MBC 드라마넷에서 토요일 오후 8:30분에 드라마로 편성되었다.

## 줄거리
'신혼부부 전세 대출'을 받기 위해 결혼을 결심한 비혼주의자들의 아찔한 결혼 사기 로맨스

## 등장인물
- 조수민 : 차인영 역 - 레반 미술관 홍보마케팅팀 인턴. 8년 사귄 남자친구에게 차이고 ‘자만추(자보고 만남 추구)를 꿈꾸는 비혼 주의자’가 됐다. 부동산 전세 사기를 당한 후 '신혼부부 전세 자금 대출'을 받으려 어쩔 수 없이 계약 결혼을 결심한다.

- 강희 : 유찬희 역 - 인영의 첫사랑이자 이제는 그녀의 전 남친. 일러스트레이터로 성공하고 만다는 욕심에 인영과의 결혼 대신 유학을 선택한다.

- 김건원 : 도윤수 역 - 예술경영학과 13학번. 잘못된 소문으로 인해 예술대 전체에서 매장 당한 후 휴학했다가 이번 학기 복학했다. 어쩌다 일도 안 친한 과 선배 인영과 하룻밤 자게 된다.

- 김민아 : 고소혜 역 - 절친인 비혼 주의자 인영과는 달리 결혼에 대한 로망도 환상도 많은 프로 금사빠에 짝사랑 전문가. 취미는 의미 부여, 특기는 상상 연애. 요즘엔 동네에서 길냥이를 찾고 있는 남자가 눈에 들어온다.

- 최희진 : 고민채 역 - 레반 미술관 홍보마케팅팀 큐레이터. 결혼 7개월 차 신혼이다. 남편 웅의 강원도 발령으로 이제 곧 주말부부가 된다.

- 정건주 : 최웅 역 - 민채 뒤만 졸졸 쫓아다니는 아내 바라기 새신랑. 강원도 발령으로 이제 곧 민채와 주말부부가 된다.

- 김민종 : 고민창 역 - 민채의 친오빠. 연애보단 취미생활이 더 재밌고, 결혼보단 일이 더 중요하다고 생각한다.

- 유재필 : 박큐 역 - 레반 미술관 홍보마케팅팀 큐레이터. 인영의 사수로 죽이 잘 맞는 콤비다.
- 마시환 : 팀장 역 - 레반 미술관 홍보마케팅팀 팀장. 마음만은 20대다.

## 에피소드
| 회차 | 날짜            | 시간  | 제목                                             | 링크  |
| ---- | --------------- | ----- | ------------------------------------------------ | ----- |
| 티저 | 2020년 1월 26일 | 2:40  | 드디어 엔딩 시리즈 시작한다 - 티저               | 티저  |
| 예고 | 2020년 2월 1일  | 1:33  | 요즘 애들이 XX을 이용해먹는 방법 - 예고          | 예고  |
| 1화  | 2020년 2월 8일  | 16:40 | 같은 과 후배랑 하룻밤을 보냈다 - EP.01           | EP.01 |
| 2화  | 2020년 2월 9일  | 14:19 | 하룻밤을 같이 보낸 여자가 날 모른 척한다 - EP.02 | EP.02 |
| 3화  | 2020년 2월 15일 | 15:02 | 전재산이 하루만에 털려버렸다 - EP.03             | EP.03 |
| 4화  | 2020년 2월 16일 | 18:27 | 전남친들이 항상 성공하는 이유 - EP.04            | EP.04 |
| 5화  | 2020년 2월 22일 | 15:43 | 남편이 나랑 결혼할 수밖에 없었던 이유 - EP.05    | EP.05 |
| 6화  | 2020년 2월 23일 | 17:02 | 지가 차놓고 후폭풍 겪는 사람 특징 - EP.06        | EP.06 |
| 7화  | 2020년 2월 29일 | 16:26 | 아내의 전애인이 개수작 부릴 때 대처법 - EP.07    | EP.07 |
| 8화  | 2020년 3월 1일  | 16:59 | 취중 진실게임 중 하면 안 되는 말을 했다 - EP.08  | EP.08 |
| 9화  | 2020년 3월 7일  | 14:03 | 신혼부부가 진짜 사랑을 하게 되는 과정 - EP.09    | EP.09 |
| 10화 | 2020년 3월 8일  | 14:53 | 전여친과 재회하기 위한 최선의 방법 - EP.10       | EP.10 |
| 11화 | 2020년 3월 14일 | 15:05 | 결국 전 남친, 남편과 삼자대면을 했다 - EP.11     | EP.11 |
| 12화 | 2020년 3월 15일 | 22:33 | 이 계약결혼을 끝내기로 했다 - EP.12              | EP.12 |

## 스페셜 영상

### 몰아보기
- [또한번 엔딩] 몰아보기 통합본 (EP.01~EP.12)

### 특별편
- 절대 5분 이상 보지 마세요 [또한번 엔딩] - 미공개/NG컷/비하인드 모음
- 몰래 좋은 거 보다가 여친한테 들켰습니다..
- 사귀지도 않는데 결혼하자고 달려드는 남자 뭐임?;;
- 이걸 어떻게 골라;; 이상형월드컵 역대급 끝판왕 나옴;; [또한번 엔딩] - 스페셜 영상
- 소혜의 2분컷 족발 먹방 mukbang/족면/졲음밥/족밥 레시피 공개 [또한번 엔딩] - 특별편

### 콜라보
- 8년차 커플이 1년차 커플되는 법 [파리바게트 X 또엔딩] - 특별편
- [또한번 엔딩]이 웹툰으로 나왔다고?? 심지어 [좋아하는 부분] 타리 작가님이 그렸다고?! [플레이리스트  X 네이버웹툰]

### ost
- 절대 새벽에 들으면 안되는 박원 - 내 차례 [또한번 엔딩] MV
- 최근 이별한 사람이 들으면 안되는 로시 (Rothy) - Hello [또한번 엔딩] MV

## OST

### Part. 1
| #            | 제목                | 작사         | 작곡         | 편곡 | 재생 시간 |
| ------------ | ------------------- | ------------ | ------------ | ---- | --------- |
| 1.           | 〈내 차례〉 (박원)  | 박원         | 박새별, 박원 | 4:03 |           |
| 2.           | 〈내 차례 (Inst.)〉 |              | 박새별, 박원 | 4:03 |           |
| 총 재생 시간 | 총 재생 시간        | 총 재생 시간 | 총 재생 시간 | 8:06 |           |

### Part. 2
| #            | 제목              | 작사         | 작곡         | 편곡  | 재생 시간 |
| ------------ | ----------------- | ------------ | ------------ | ----- | --------- |
| 1.           | 〈HELLO〉 (로시)  | 박우상       | 박우상       | 03:25 |           |
| 2.           | 〈HELLO (Inst.)〉 |              | 박우상       | 03:25 |           |
| 총 재생 시간 | 총 재생 시간      | 총 재생 시간 | 총 재생 시간 | 06:50 |           |

## 웹툰

### 또한번 엔딩
"연애, 최고의 결말은 결혼일까 이별일까?" 신혼부부 전세대출을 받기 위해 결혼을 결심한 비혼주의 으른들의 아찔한 결혼사기 로맨스! 플레이리스트 신작 웹드라마 '또한번 엔딩'을 웹툰으로 만나보세요~!
- 회차 : 총 8화

- 작가 : 타리

- 장르 : 로맨스
- 연재 : 완결 웹툰

## 시리즈
- 이런 꽃 같은 엔딩
- 최고의 엔딩